# XXXTentacion
Jahseh Dwayne Ricardo Onfroy (n. 23 ianuarie 1998, Plantation⁠(d), Florida, SUA – d. 18 iunie 2018, Deerfield Beach⁠(d), Florida, SUA), cunoscut sub numele de scenă XXXTentacion (/ˌɛksˌɛksˌɛksˌtɛntəsˈjɒn/ ), a fost un rapper, cântăreț și compozitor american.
Născut și crescut în Plantation, Florida, Jahseh a petrecut in mare parte în Lauderhill. A început să scrie muzică după ce a fost eliberat dintr-un centru de corecție pentru tineri și în cele din urmă și-a lansat prima melodie de pe cel de distribuție audio platforma SoundCloud , în iunie 2013, intitulat "News/Flock". El a fost o figură populară în SoundCloud rap.
Jahseh a lansat albumul de debut, 17, pe 25 august 2017, al doilea album, ?, a fost lansat pe 16 martie 2018. A debutat la numărul unu pe Billboard 200, cu single-urile sale "Sad!" și "Changes", ajungând la numărul 1 și 18 pe Billboard Hot 100 respectiv. Pe 7 decembrie 2018, a fost lansat albumul Skins.
La cateva luni după moartea sa tragică la vârsta de 20 de ani, XXXTentacion câștigă încă un trofeu postum. In seara de 9 octombrie, albumul rapperului din Florida a preluat premiul "Soul / R & B Favorite" la 2018 American Music Awards cu albumul 17. 
În trecut în schimb Jahseh a fost și încă este considerat o figură controversată în cadrul industriei (el totuși încercând sa se schimbe) hip-hop din cauza agresiunii fanilor, a feudelor publice cu alți artiști și a scandalurilor sociale de presă generale și scandaluri generale de social media. Spin l-a etichetat pe Jahseh "cel mai controversat rapper" iar XXL l-a numit drept cel mai "controversat boboc vreodata".

## Tinerețea
Jahseh Dwayne Ricardo Onfroy s-a născut în 23 ianuarie 1998, în Plantation, Florida, având părinți Jamaicani, Dwayne Ricardo Onfroy și Cleopatra Eretha Dreena Bernard. XXXTentacion a declarat că ar avea origini Demonice, tediiste, cocsiste și posibil nigeriene, într-un interviu la WMIB în 2017. A avut  24 de frați, din care unul vitreg. XXXTentacion a fost crescut în principal de bunica sa, Collette Jones—din cauza problemelor personale ale mamei sale—în Pompano Beach, Florida, și Lauderhill. Când Onfroy avea șase ani, el ar fi încercat să înjunghie un bărbat care a încercat să-i atace mama  și în cele din urmă a fost introdus într-un program pentru tineri înainte de a locui cu bunica sa. O sursă apropiată familiei Onfroy a negat că a avut loc presupusul incident de înjunghiere și nu este confirmată de rapoartele poliției. La începutul anului 2008, când Onfroy avea 10 ani, tatăl său a fost închis nouă ani în Arizona, sub acuzații RICO, după ce Administrația pentru Controlul Drogurilor a organizat o operațiune sting. Tatăl lui Onfroy a fost deportat în Jamaica la sfârșitul anului 2016.
Interesul lui XXXTentacion pentru muzică a început inițial după ce mătușa sa l-a convins să înceapă să frecventeze corul școlii și mai târziu corul bisericii. La scurt timp a fost dat afară din corul școlii după ce a atacat un alt elev. XXXTentacion a mers la școala Margate Middle School din care a fost exmatriculat datorită unor serii de altercații fizice. A fost înscris într-un program de ajutorare, Sheridan House Family Ministries de către mama lui, pentru mai bine de 6 luni. XXXTentacion a început să asculte nu-metal, hard rock și rap în timp ce era la Sheridan House Family Ministries, ceea ce l-a făcut să învețe să cânte la pian și chitară.
XXXTentacion a mers la Liceul Piper din Florida până când s-a lăsat de școală în clasa a zecea. S-a descris ca fiind "inadaptat" în acea perioada, spunând că era tăcut în ciuda faptului că era popular și implicat regulat în confruntări fizice. XXXTentacion nu era atletic și spunea că se simte nesigur și că suferea de depresie în timp ce era la liceu.

## Discografie
Albume
- Vice City (2014)
- News/Flock (2013)
- The Fall EP (2014)
- Ice Hotel EP (2014)
- Members Only  VOL.1 (2015)
- Members Only  VOL.2 (2015)
- Willy Wonka Was a Child Murderer EP (2016)
- ItWasntEnoughStick EP (2016)
- I Need Jesus (2017)
- Revenge (2017)
- Members Only VOL.3 (2017)
- Free X (2017)
- 17 (2017)
- ?  (2018)
- Skins (2018)
- Members Only VOL.4 (2019)
- ? Deluxe (2019)
- Bad Vibes Forever (2019)